# Rorippa madagascariensis
Rorippa madagascariensis là một loài thực vật có hoa trong họ Cải. Loài này được (DC.) H.Hara miêu tả khoa học đầu tiên năm 1955.